# Bogertophis rosaliae
Bogertophis rosaliae är en ormart som beskrevs av François Mocquard 1899. Arten ingår i släktet Bogertophis och familjen snokar. IUCN kategoriserar Bogertophis rosaliae globalt som livskraftig. Inga underarter finns listade.

## Beskrivning
De vuxna djuren blir mellan 85 och 152 centimeter långa. Ormarna är slanka med ett långt, brett huvud som tydligt skiljer sig från halsen. Ögonen är stora och utstående.
Färgen är nästan enhetlig med en brunaktig bottenfärg utan mörka markeringar. Ibland kan ryggfjällen verka ha en mörkare färg på kanterna. På sidorna blir färgen ljusare och undersidan är ljus utan mönster.

## Utbredning
Bogertophis rosaliae lever på halvön Baja California. Utbredningsområdet sträcker sig från Imperial County i Kalifornien i norr, söderut genom mestadels östra Baja California till Cabo San Lucas.

## Levnadssätt
Artens habitat innefattar steniga sluttningar och arroyos ofta nära oaser, källor och strömmar. Bogertophis rosaliae har också hittats i närheten av Washingtonia filifera, dadelpalmer, Cercidium floridum, Larrea tridentata, taggbuskar och palmodlingar.
Honorna lägger ägg, vilka förmodligen kläcks i perioden juni till oktober.
Bogertophis rosaliae äter mestadels små däggdjur, men har även visat sig äta fladdermöss och ödlor.